# 池上競馬場

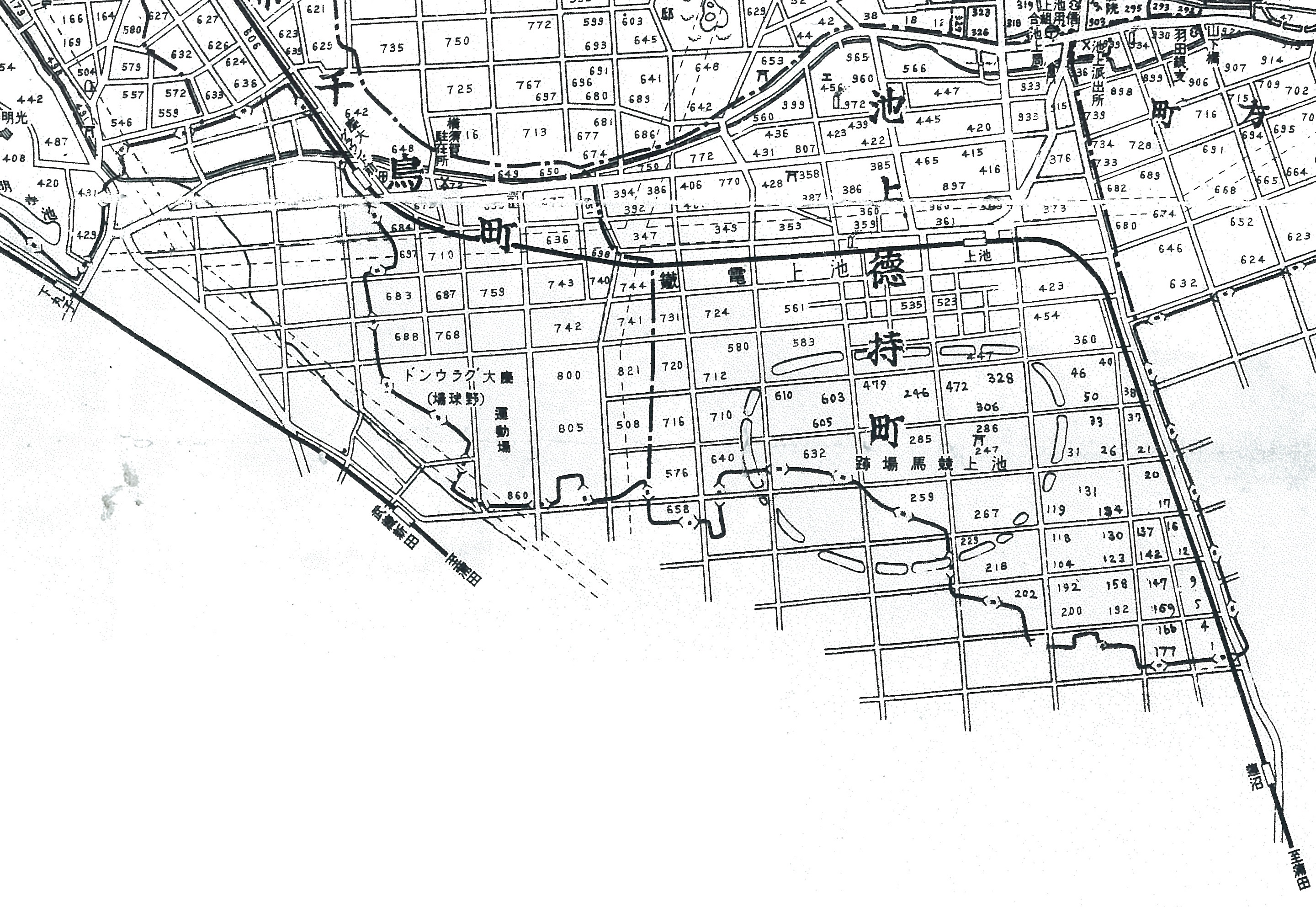
1932年（昭和7年）の池上68丁目付近図。池上競馬場は1910年（明治43年）に廃止されたが、1932年（昭和7年）になっても池上競馬場の痕跡が地図上にも残っている。鉄道の線路や駅の位置は現在の東急池上線や東急多摩川線と変わらないため、池上競馬場の位置と大きさが確認できる。この地図に残っているのは競馬場のコースの内濠である。

池上競馬場（いけがみけいばじょう、Ikegami Racecourse）は、1906年（明治39年）から1910年（明治43年）まで東京府荏原郡池上村の南方（現在の東京都大田区池上・池上駅の南方の一帯）に存在した1周1マイルの競馬場。設置・運営者は東京競馬会。

## 概略
池上競馬場は、明治時代末期の1906年（明治39年）から1910年（明治43年）までの5年間だけ開設された、1周1マイルの競馬場である。池上競馬場の位置は現在の東京都大田区池上6〜8丁目あたり（池上駅の南方の一帯）になる。池上競馬場では日本人の手によるはじめての馬券が発売され、日本競馬の新しい時代である馬券黙許時代を切り開いた競馬場。
所有者並びに運営者は東京競馬会であった。東京競馬会は加納久宜と補佐役の安田伊左衛門が中心となって1906年に設立され、池上競馬場は政府と陸軍の支援を受けて開場した。政府は後続の競馬場の模範たるべく、また賭博の弊害を生まぬよう、さらに池上競馬場を上品な競馬場にすべく、観客は紳士・淑女に限るとし、入場料を高額にさせ、東京競馬会は池上競馬場に玉座や高級料理店などを設置した。
競馬は毎年春と秋の2シーズンに各4日間、1日に9〜12レースほどが行われた。競走馬は雑種か馬種を特定できない内国産馬（日本国内で生まれた馬）とサラブレッド系が中心の豪州（オーストラリア）産馬（いわゆる濠サラ）が主体で騎手は東京競馬会が免許を発行した騎手で主に日本人が務めた。池上競馬場以外の競馬場所属馬も出場し、一般レースのほかに初期には軍馬と軍人によるレースも行われていた。
池上競馬場は大盛況で東京競馬会は高収益を上げたが、池上競馬場の盛況をみて日本各地に競馬場が乱立して混乱を招いた。1908年（明治41年）に馬券は再禁止され、馬券の売り上げ収入が無くなった日本の競馬は政府の補助金によって運営される補助金競馬時代に移り、1910年（明治43年）東京競馬会を含む東京周辺の競馬4団体が合同して目黒競馬場に集合し、池上競馬場は廃止された。

## 池上競馬場が企画された背景

### 明治39年までの日本の競馬の概要
明治初期の日本では、横浜の外国人居留地で盛んに競馬が行われ（横浜競馬場）、神戸外国人居留地でも競馬は行われていた（神戸居留地競馬）。また、日本人の手による競馬も東京の招魂社競馬や三田、戸山、上野のほか札幌、函館、鹿児島など地方でも行われていた。とくに1884年（明治17年）に開設された上野不忍池競馬は、国家的祭典とも屋外の鹿鳴館とも位置付けられるものであった。しかし、当時の日本では馬券は非合法で、売ることはできず、経営難の為に1892年（明治25年）に上野不忍池競馬は閉鎖された。上野に限らず、日本人による競馬場は厳しい経営状況であった。東京では競馬場は1898年（明治31年）までにすべて閉鎖され、地方でも函館、札幌などで有志の努力によって細々と競馬が行われていただけであった。
1906年（明治39年）までの日本の競馬では、横浜競馬場でのみ馬券は発売されていたが、それは1899年（明治32年）までは治外法権によって、それ以降も既得権益と外交上の配慮によって馬券発売が黙許されていたことによる。ちなみに、横浜競馬を主催する日本レースクラブの会長はイギリス大使の兼任で、日本レースクラブの主力はイギリス人であったため、当時世界最強国だったイギリスの感情を損ねることや、1902年（明治35年）に結ばれた日英同盟に影響を及ぼすことを政府は恐れた。
横浜競馬場以外の日本の競馬がすべて経営難に陥り、東京では競馬が全滅したのと比較して、経営も安定し順調に開催を続ける横浜競馬場の事例を見れば、競馬の開催・維持に馬券発売による利益確保が必須であることは誰の目にも明らかになっていた。

### 日露戦争と馬政
自動車が本格的に普及するまでの軍隊では騎兵、大砲曳馬、輜重車曳馬と馬は重要な戦力だったが、日清戦争、義和団の乱、日露戦争と日本軍が大陸に進出するたびに、日本馬の体格の貧弱さと気質の荒さが露呈した。諸外国の軍人からは「日本軍は馬のようなものに乗っている」「日本軍の馬は家畜ではなく野獣である」などと馬鹿にされ、日本軍自身も日本馬の質の低さに頭を抱えた。特に日本にとっての大戦である日露戦争で、日本の馬の劣悪さは国運さえ揺るがしかねないものと認識された。
日露戦争中の1904年（明治37年）4月、明治天皇は諸官に馬匹の改良を命じた。すぐさま馬政を統括する馬政局の設置計画が進み、馬政の諸計画がなされ、1906年（明治39年）6月には馬政局は設置され馬政30年計画が推し進められた。その過程で競馬が注目される。
良質な洋種馬と繁殖牝馬を輸入し良馬を量産する動機付けには、軍馬の需要だけでは足りなかったのである。良い馬を量産するには馬産農家の意欲が必要、馬産農家に意欲を出させるには良馬の価格を上げ馬産で儲かることが必要、良馬の価格を上げるには高く買う者が必要、良馬を高く買える者を作るのは馬券発売を伴い利益が望める競馬が最適という論理である。実際に当時の馬産地青森・岩手・宮城での馬の平均価格は池上競馬以前の1905年（明治38年）には1頭が35〜42円だったのに対し、馬券黙許時代の最盛期の明治41年には60〜78円に上昇し、馬券再禁止後の補助金競馬時代の1909年（明治42年）には39〜70円になっている。
農商務省、陸軍、宮内省を中心に馬券発売許可への意識が醸成されていく。1905年（明治38年）秋には馬券黙許の方針は内定していたと言われている。その背景には横浜競馬場ですでに馬券が「黙許」されていた前例も影響している。

### 司法・内務省の抵抗
馬匹の改良を命じた明治天皇の馬政勅諚を錦の御旗に、農商務省、陸軍、宮内省は馬券発売を伴う競馬の開催に突き進むが、馬券の賭博性を問題にする司法・内務省はそれに抵抗した。
東京競馬会の馬券発売に対して黙許の言質を与える1905年（明治38年）12月の「競馬賭事に関する農商務、陸軍、内務、司法四大臣合議書」に内務、司法両次官が注文を付ける。それは「競馬に関する凡ての賭博行為は、黙許することは得ざるは勿論なれど、単に馬匹の速度力量技能その他に関する知識の優劣を争う為め、其確保手段として多少の金銭等を賭する如きは刑法に所謂賭戯賭奕の行為にあらざるものと信ぜらるるを以て、其趣意を内達すること差支えなし」という付箋として反映された。それはつまり、「馬券は馬匹改良の目的のために馬匹鑑定技術向上の手段として認めるのであって、馬券が節度を越えて賭博行為となったらいつでも馬券を再禁止できる」というレトリックを盛り込んだのである。実際、発売された馬券は甚だしく賭博性を発揮し、わずか2年余りで馬券は再禁止されてしまった。
馬券を売りたい勢力と、賭博を何が何でも禁止したい勢力の微妙な折り合いの上に、馬券は公認ではなく黙許されることになった。また、横浜競馬場を馬券黙許の前例とした馬券推進側に対して、司法側は過去の不平等条約・治外法権の好ましくない残滓である横浜競馬場の特別扱いも、他の競馬を同格にすることで特別扱いではなくなるとの思惑も絡んでいたと考えられている。実際に1908年（明治41年）の馬券の再禁止は横浜競馬場も含まれ、横浜競馬場は不平等条約・治外法権以来の既得権益を失った。

## 子爵加納久宜

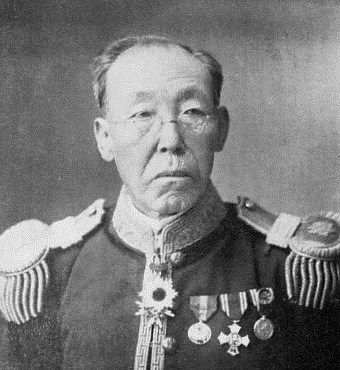
加納久宜

農商務省、陸軍、宮内省を中心に醸成された馬券発売黙許の雰囲気のなかで子爵加納久宜がそれを実現させ、加納と陸軍から派遣されてきた安田伊左衛門らを中心に池上競馬場が開場された。安田は後に日本競馬界の父と呼ばれる存在になり、現在も東京競馬場で行われる重賞競走安田記念にその名を残している。
加納久宜は元上総一宮藩主で、全国農事会会長やかつて競馬が盛んで馬産地だった鹿児島の知事を経験していた。加納は鹿児島県知事時代に鹿児島競馬を盛り上げ、鹿児島県の馬産を振興させた実績を持つ。その経験から加納は馬匹の改良には競馬が最善の手段であるとの信念を持っていた。信念に基づき加納はすでに1904年（明治37年）ごろから東京での競馬開催を政府に熱心に働きかけている。加納は最初は馬匹改良の趣旨に賛同する会員から一人500円ずつ会費を集めて競馬を催す計画だったが、当時の500円は大金であったため、馬匹改良の趣旨に賛同する者でさえ出資には躊躇した。そのため、加納は馬券発売を願い出、会員からは利益が出たら配当するということで、一口500円の出資を募り、競馬場の開設費を集めた。
日露戦争を機に高まった馬匹改良の声を受け、また政府内でも馬券黙許の雰囲気が高まる中で、加納が計画する東京競馬会は政府から内意を受けた。内意は「政府は賭金（馬券）を黙許する方針であること」と「全国に8か所の競馬場を設置する計画で、東京に置く競馬場はその模範たるべし」、そのためには「多少の金銭援助も行う」とのことであった。この内意は1905年（明治38年）12月である。この内意を東京競馬会が受けたのは加納の熱意の賜物であるとされている。

## 東京競馬会の設立
加納は競馬場地を東京からほど近く、当時競馬が盛んだった横浜からも通える池上に決め、競馬運営団体名を東京競馬会と定めた。競馬の開催を1906年（明治39年）2月公表し、政府は同年4月これを許可する。
池上競馬場を運営する東京競馬会の設立趣意書では、発起人は加納久宜、賛同者は元陸軍中将で男爵の大蔵平三、外務大臣等を歴任し東京競馬会の設立直前には大蔵大臣だった曽禰荒助、明治天皇の侍従で馬政に大きくかかわった藤波言忠、農商務省農務局長だった酒匂常明、諸大臣を歴任し、東京競馬会の設立直前には農商務大臣を務め後に総理大臣になる清浦奎吾となっており、東京競馬会は陸軍・農商務省・宮内省ら政府の支援の元に設立されたことがうかがえる。
東京競馬会会長にはそのまま加納が就任し、他の理事は東京府知事尾崎行雄、安田伊左衛門、松平容大、木村利右衛門、森謙吾、千家尊福、石井千太郎、山県勇三郎や、S・アイザックスなど日本レースクラブの外国人達が務めた（東京府知事尾崎行雄はすぐに理事を園田実徳に交代した）。
加納を陸軍から派遣された安田が補佐し競馬場建設は進んでいく。
コースの設計やルール、馬券規則、競馬番組の作成、施設の維持管理などは先行する横浜競馬場に倣った。池上競馬場に続く日本の競馬場も多くは横浜を模範としたので、現在も中央競馬には横浜競馬場と同じく右回りの競馬場が多い。ことに池上競馬場は横浜競馬場の影響を強く受けている。

## 土地と馬の用意
池上の競馬場予定地一帯では池上本門寺が大地主であった。このため加納らは池上本門寺と交渉し、競馬場予定地一帯を1反歩（991.736平方メートル）あたり1石（米約150キログラム）の借地料で30年の借用契約を結び、また池上本門寺以外の地主や農家の中で土地の借用に応じない者に対しては本門寺から交渉させてこれを買収した。しかし後日、池上本門寺の土地として東京競馬会が借り受けた土地の中に個人所有地が未買収のまま残っていることが発覚し、トラブルになりかけている。このことは1910年（明治43年）、東京競馬会が池上を引き払って目黒に統一される一因ともなっている。池上本門寺前から競馬場までは専用道路を設け、また大森から池上本門寺前までの道路（現在の池上通り）は東京府が改修している。
また、1905年（明治38年）までの日本では横浜競馬場以外では函館や馬産地などで細々との競馬が行われていただけなので競走馬の数が少なかった。また、政府が馬券発売を伴った競馬場新設を認めたのは馬匹改良と馬産奨励の為である。このため、競馬場を運営する競馬会は毎年一定数のクジ引き新馬の購入が義務とされた。池上競馬場を運営する東京競馬会は1906年（明治39年）秋に17,249円で新馬を41頭購入したのを始め、毎期新馬を購入し、クジ引きで会員に配布している。会員に販売する際、内国産馬では抽籤馬購入代金の3割を東京競馬会が補助し会員が馬を購入しやすくしている（豪州産馬の購入にあたっては補助があったとの記載はない。）。
東京競馬会では、池上競馬場の発足前に、競走に慣れた自前の馬を揃えようとした。大江によれば、東京競馬会では池上競馬場発足前に52頭の馬を持ち、1906年（明治39年）11月の日本レースクラブの横浜競馬場秋場所に多数の馬を出場させている。日本レースクラブの方でも池上開場へのご祝儀として、横浜競馬場のレースとして東京競馬場抽籤内国馬競走番組などを行っていた。いわば東京競馬会は池上競馬の予行演習を横浜競馬場で行い、日本レースクラブも積極的に協力したのである。その後も日本レースクラブは池上競馬場運営に諸々の協力をしている。その後東京競馬会は日本レースクラブのレースに賞金を寄付している。
東京競馬会抽籤馬購入数は以下のようになっている。このほかに競馬会会員の任意購入（呼馬）があり、日本レースクラブの会員も持ち馬を池上に出場させている。
| 年度（明治） | 購入数計 | 種類     | 牡 | 牝 | 平均価格 |
| ------------ | -------- | -------- | -- | -- | -------- |
| 39           | 41       | 内国産馬 | 31 | 0  | 354円    |
| 39           | 41       | 豪州馬   | 0  | 10 | 563円    |
| 40           | 131      | 内国産馬 | 91 | 0  | 354円    |
| 40           | 131      | 豪州馬   | 0  | 40 | 499円    |
| 41           | 45       | 内国産馬 | 21 | 0  | 443円    |
| 41           | 45       | 豪州馬   | 0  | 24 | 508円    |
| 42           | 10       | 内国産馬 | 10 | 0  | 277円    |
| 42           | 10       | 豪州馬   | 0  | 0  |          |

JRAの資料によると、池上競馬初日までに東京競馬会は豪州馬16頭、内国産馬36頭計52頭を購入した。東京競馬会の1906年度（明治39年度）事業概況報告書では、抽籤馬購入数を豪州馬10頭、内国産馬31頭の計41頭としているが、その差については不明である。
これら池上競馬場の競走馬の馬種についてはほとんどは不明である。内国産抽籤新馬のみは馬種の記載があるがすべて雑種馬である。
池上競馬場以外の競馬場に所属する馬も出場した。たとえば池上競馬場内国産1マイルのコースレコードを持つシノリ（サラ系）、1と1/8マイルの記録を持つハナゾノ（トロッター系）は目黒所属など。
騎手は東京競馬会として登録免状を与えた37名が務めた。目黒などほかの競馬場所属馬の騎手はそれぞれの厩舎の騎手が務めている。

## 池上競馬場の施設

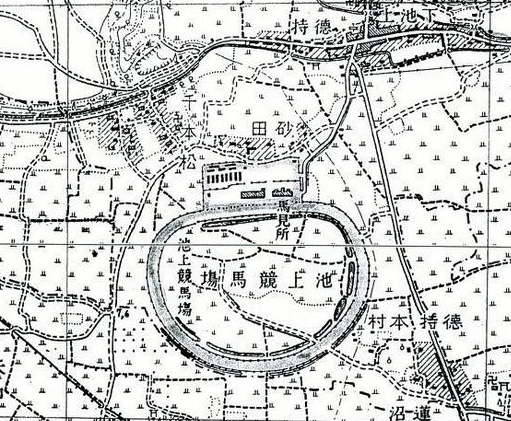
池上競馬場図　北側の「馬見所」がメインスタンド。メインスタンド前（ゴール）以外ではなるべく円形に近い形にしたのは横浜根岸競馬場と同じである。ただし、コース中に起伏がある横浜と違い池上の馬場はフラットである。

1906年（明治39年）4月に競馬場設置の許可を得た東京競馬会は、直ちに池上競馬場の建設に取り掛かり、1906年（明治39年）11月完成した。
池上競馬場は水田地帯に作ったので、走路の内外を掘って出た土をコース上に盛って日々ローラーを引いて均し固めて走路を整備した。掘った跡は濠になる。内濠は幅7間（約12.7メートル）、外濠は幅2間（3.6メートル）である。
走路はコース長1マイル（1609メートル）、幅18間半（約33.6メートル）で総工費は13万5千円（1906年（明治39年）の日本の国家予算は約5億円）主な建築物は玉座や皇族席、特別会員席、1等観覧席を設けた1号館と2等観覧席の2号館。厩舎は13棟で収容能力は180頭、観客席は1等2等合わせて6000人ほどの収容人数だったという。
建物は開場後にも増築され、1908年（明治41年）には馬見所は1〜3号館、厩舎21棟になっている。開場時はパドックは設けられていなかったともいうが、鞍場と称する出場準備所で馬を観察することはできた。1908年（明治41年）5月に馬政局長官通達で下見所（パドック）の設置が必須となり、出走前の牽運動が義務になった。加納は明治天皇の臨席を予定してメインスタンドである1号館に玉座を設けた。
東側の1号館は1階が208坪（約688m平方メートル）、2階は197坪（約651平方メートル）、3階は111坪（約367m平方メートル）、3階中央が玉座、3階左右は特別席、2階が1等席及び新聞記者席、1階には飲食店や事務所が入る。西側2号館は二等客の馬見所で階下は284坪（約939m平方メートル）、2階2等席は145坪（約479m平方メートル）。設計は東京美術学校教授の古宇田實で、土台はコンクリート。建物は石材や鉄骨も下層の一部に使われているが主に木造である。2号館の西に建てられた3号館も二等席である。走路は開場時には土のコースだったが、1907年（明治40年）秋場所からはコースには芝も植えられた。

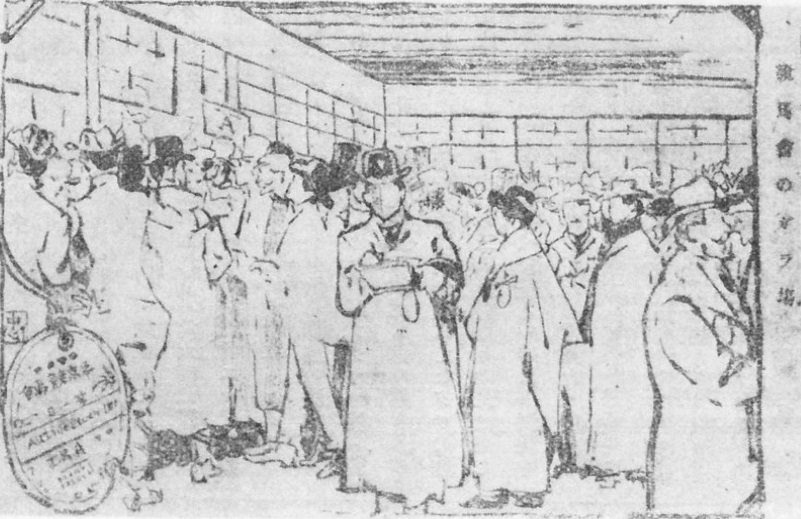
池上競馬場馬券売り場の光景。東京朝日新聞 1906年（明治39年）11月25日

馬券売り場（ガラ場）は2号館1階に設けられ、2号館1階東半分は1等席（1号館）の客用の馬券売り場、2号館1階西半分は2等席（2号館）用の馬券売り場である。いずれの売り場でも、銀行の窓口のような窓口が内外両側に30〜40も並び、アナ馬券売り場は外側、ガラ馬券売り場は内側に並んでいた（馬券の種類は後の馬券節を参照）。
飲食店も場内に出店した。飲食店は1号館1階に中央亭、華族会館といずれも高級料理屋が出店し、2号館の域内にもテントを張り花月花壇や八幡楼、ビアホール（恵比寿、札幌、東京）などが出店した。中央亭は洋食を出し、華族会館は料理もビールも1品40銭だったという。2号館側の花月花壇の弁当は1円。当時、巡査の月給が15円、映画館の入場料は15銭の時代である。場内の飲食店は質は良いがあまりに高価なため新聞にも苦言を呈された。場外ではあるが競馬場からほど近い池上本門寺の門前町に軒を並べる露店や飲食店も競馬場の客でにぎわったという。場外ではあるが外柵の東北側に貸桟敷も設けている。

## 池上競馬場の開場
池上競馬場は11月24日に開催を迎えた。鉄道は競馬に合わせて臨時列車を走らせ、満員の観客席には女性客も2〜3割を占めたという。場内では音楽隊が演奏した。
池上競馬の初開催には東伏見宮の御使や陸軍の将官たちが姿を見せ、2日目にも多数の顕官が訪れ、3日目は天皇の名代で伏見宮、4日目には北白川宮、久邇宮、東久邇宮、朝香宮の各宮のほか寺内正毅陸軍大臣、松岡康毅農商務大臣、アメリカ大使など多数の来賓があった。
馬券発売を伴う大規模な競馬場を運営する経験を持っていたのは横浜競馬場を運営する日本レースクラブだけだったので、東京競馬会/池上競馬場では日本レースクラブの支援を受けた。池上競馬場の審判や検量、発馬、検定などの競走役員はそれぞれの係ごとに横浜競馬場から駆けつけてきた外国人担当者が1-2人ずつ加わり指導している。横浜で経験を積んでいた外国人は厳密公平であったという。スターターのトレドウェーは発馬やり直しの「カムバック」の叫び声で人気を集め「カムバック先生」とあだ名されたという。
馬場は1906年（明治39年）秋の初開催から1907年（明治40年）春と臨時場所では土、スタートはスターターが振る赤旗を合図だったが、1907年（明治40年）秋の開催からは芝を植え、または発馬機も取り付けた。発馬機がついたので、「カムバック先生」とあだ名されたスターターのトレドウェーの「カムバック」の叫び声も聞かれなくなったとのこと。
池上の初回開催では、競馬場運営を知っている日本人が少なく、門番や馬券の発売事務まで日本レースクラブの外国人の手を借りている。1日に最大12レースで数万枚の馬券を扱う為に100人近くの人を雇い、馬券業務を請け負った外国人は手数料として純益の3割を取ったという。
池上競馬場の時代は池上線も目蒲線もバスもタクシーもまだなかった時代であり、池上競馬場までの交通は大森駅からの人力車が主だった。大森駅から池上競馬場までの人力車の協定料金は20〜25銭だったが、人力車は十分な台数がそろわず、人力車に乗れず仕方なく大森駅から池上競馬場までの3キロあまりを歩いた者も多数いたとのこと。貴顕貴婦人には東京から馬車を仕立てた者もいたが、馬車を用意せず大森駅から人力車を予定した子爵、伯爵でも人力車に乗れずに歩いたという。池上競馬開業を好意的に書いている当日の新聞も観客の交通の便については苦言を呈した。
競馬は予想以上の人気で東京競馬会の役員や係員も忙しく、会長の加納も忙しく働き、会長自ら観客の紛失品の世話まで行ったという。安田伊左衛門は馬場取締役（進行役）を務めたが、横浜競馬場に倣って赤い服を着させられた。明治の男で軍人だった安田は真っ赤な服を着ることを恥ずかしがり大変に困惑したが、競馬が始まってみるとあまりの忙しさに恥ずかしさも忘れたという。
池上競馬場は横浜競馬場を模範とし、後に続く東京周辺の新設競馬場は池上を模範とし、さらに東京以外の競馬場は東京周辺の競馬場を模範とした。

### 入場券

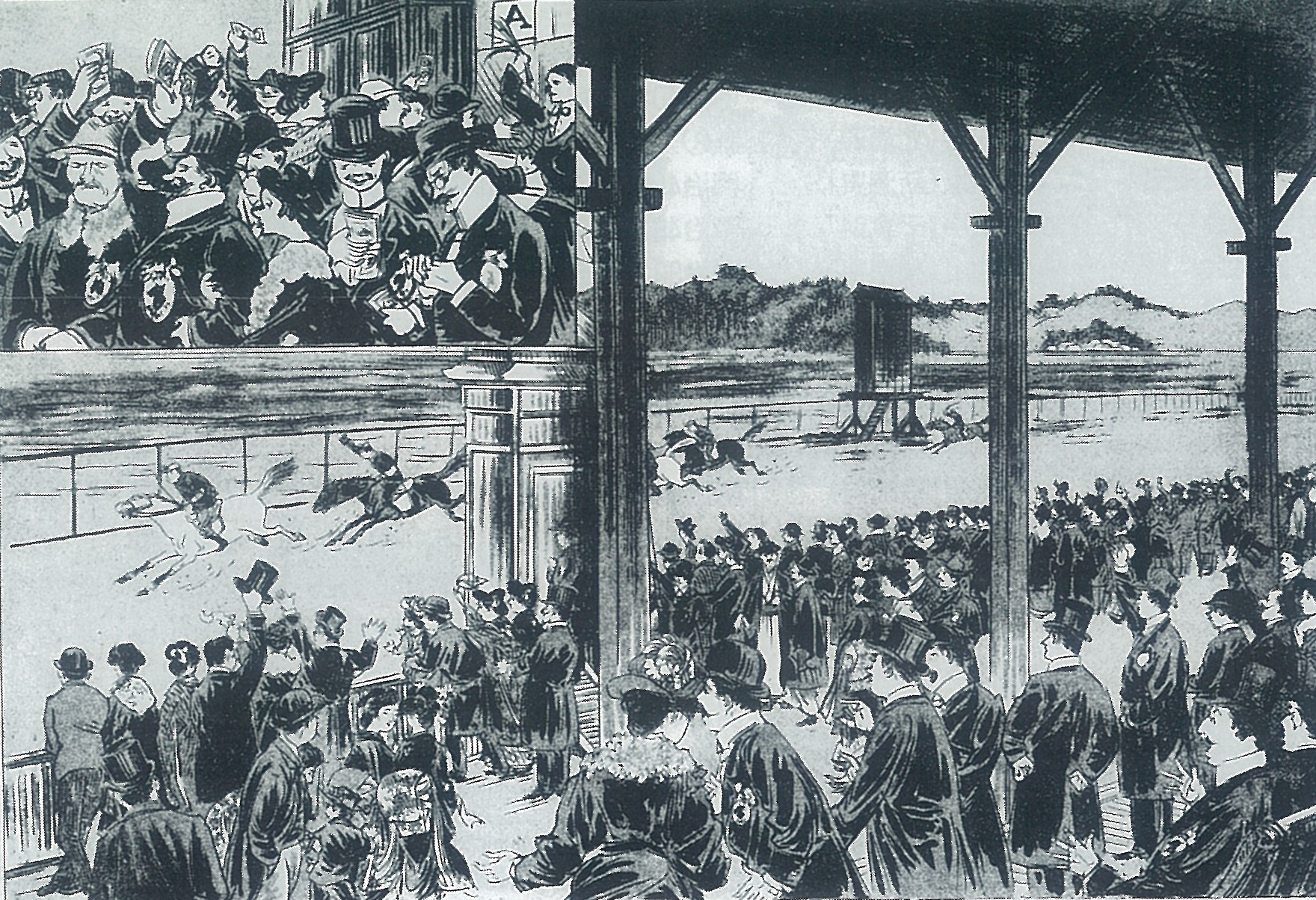
池上競馬場メインスタンド風景（風俗画報355号 1907年）
観客が左胸に付けているのは入場券である。入場券は襟のあたりの見やすいところに常に提示しておくように求められていた。

馬券発売にあたり政府および東京競馬会が心配したのは馬券＝賭博によって風紀が乱れガラが悪い空間が生まれることである。そのため池上競馬場では競馬を上品な場にするために観客を選別しようと入場料・馬券を高額にした。ドレスコード（服装が乱れている者は入場させない方策）も設けた。ことに一等席では正装を求めた。イラストで観客が皆、正装しているのはそのためである。合わせて係員の服装にも気を配らせた。15歳未満の子供は入場を禁止した。池上競馬場では当初の入場料は1等席が3円、2等席を2円とし、馬券も1枚5円からにした（1909年（明治42年）の映画館の入場料が15銭の時代である）。しかし馬券の賭博性が問題になり、政府はさらに観客の選別を進めようと1908年（明治41年）2月、すべての競馬場で1等入場料を5円、2等入場料を3円に値上げさせ、1枚5円だったアナ馬券も1枚10円に値上げを命じた。しかしながら結局は風紀は乱れいかがわしい空間が生まれてしまい、馬券は再禁止されてしまった。

## 池上競馬場のレース

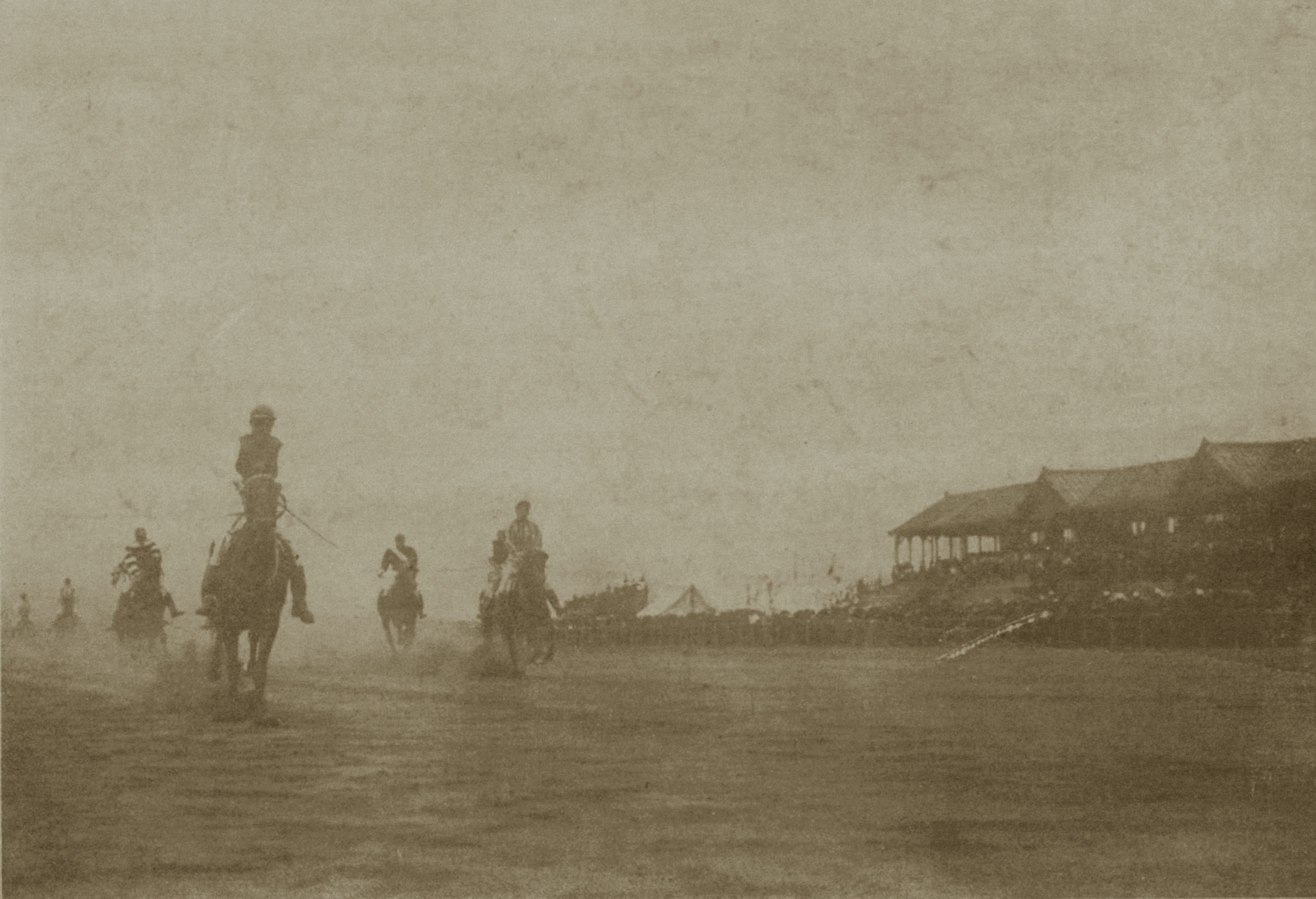
池上競馬場のレース風景。1907年（明治40年）

記念すべき池上競馬場の第一回開催は1906年（明治39年）11月24日、25日と12月1日、2日の4日間で最初から馬券を発売してレースは行われた。それ以降も1907年（明治40年）の春・秋と臨時開催、1908年（明治41年）の春の5回馬券発売を伴う競馬を行う。池上競馬では各シーズン、2週連続各土日の計4日間ずつ開催した（馬券黙許時代の競馬場は横浜競馬場に倣ってどこも年2回のシーズン。各シーズン4日開催）。
馬券が再禁止された1908年（明治41年）秋は予定通り開催できずに競馬としては遅い時期の12月に3日間と短縮されて開催されている。1909年（明治42年）春の池上競馬は開催されず、1908年（明治41年）秋と1909年（明治42年）秋には馬券発売は無しで開催され、競馬会の重役は報酬を辞退している。
1906年（明治39年）当時、横浜競馬場以外では函館などで細々と競馬が行われていただけなので、池上競馬場が発足してすぐには質の高い競走馬を十分に確保出来ず池上競馬の競走馬の質は極めて雑多だったという。番組編成も不慣れなため適切な番組が組めたとも言えず、競走は番狂わせが多く、横浜と比較して高配当のレースが多かったという。馬券売り上げを増やすために1日に9〜10レースも組み、そのため馬は不足し多くの馬が連日出走した。
池上競馬開設をバックアップした陸軍は、競馬場開設前に試乗してコースの出来上がりを確かめ、池上競馬に軍馬・騎兵将校を参加させている。陸軍は優秀な騎砲兵科士官を選び軍服姿も凛々しく勇ましい競馬を行ったという。競馬に出場した部隊は軍馬補充部、近衛騎兵連隊、騎兵第一連隊、騎兵第十三連隊、野戦砲兵第十三連隊、騎兵学校などである。軍馬・軍人は一般の競走に参加した訳ではなく、軍馬・軍人の競走が番外レースとして組まれている。
軍馬・軍人のレースでは賞金は出さず、そのかわり勝利者には鎖付金時計や三つ組の金盃などが贈られた。2位の者にも金時計や金盃など、3位の者にも金盃や銀盃などが贈られている。陸軍大臣が寄贈した刀剣が賞品に出されることもあった。賞金は出ないものの隊や自分の名誉がかかっているので参加した将校も真剣であったという。
軍馬のレースは1場所ごとに4レース（臨時場所では3レース）行い、毎日1レースで、参加する部隊の関係者も私服で大勢訪れ自分の隊の出場馬を応援している。一般レースと同じく馬券も発売されたという。しかしながら、競馬の賭博性が如実になっていくにつれ、軍内部でも競馬への批判の声が出てきたところに、近衛騎兵連隊と騎兵第一連隊のあいだで競走の勝敗についてトラブルが発生した。それを機に軍人が騎乗する軍馬の競馬は廃止された。
池上競馬場のレースでは距離は短いものでは5/8マイル（約1000メートル）から長いレースでは1と1/2マイル（約2400メートル）で行われ、平均すると1907年（明治40年）秋では1マイル弱、1907年（明治40年）秋からは1マイルを若干上回っている。1908年（明治41年）1月には馬政局から新馬戦と未勝利戦は3/4マイル以上、新馬戦優勝戦とそれ以外では1マイル以上の距離にするように指示があった
池上競馬場では馬主には馬主服を登録させ、騎手は馬主服の着用を義務とした。馬主服登録は現代の日本中央競馬会と同じである。
| 池上競馬場開催日（年号は明治） | 池上競馬場開催日（年号は明治） | 池上競馬場開催日（年号は明治） | 池上競馬場開催日（年号は明治） | 池上競馬場開催日（年号は明治） | 池上競馬場開催日（年号は明治） | 池上競馬場開催日（年号は明治） | 池上競馬場開催日（年号は明治） | 池上競馬場開催日（年号は明治） | 池上競馬場開催日（年号は明治） | 池上競馬場開催日（年号は明治） | 池上競馬場開催日（年号は明治） |
| 年                             | 場所                           | 日数                           | 開催日                         | レース内訳                     | レース内訳                     | レース内訳                     | レース内訳                     | レース内訳                     | レース内訳                     | レース内訳                     | レース内訳                     |
| 年                             | 場所                           | 日数                           | 開催日                         | レース総数                     | 内国産馬                       | 内国産 抽籤馬（新馬）          | 内国産 抽籤馬                  | 豪州産 抽籤馬（新馬）          | 豪州産 抽籤馬                  | 外国馬                         | 軍馬                           |
| ------------------------------ | ------------------------------ | ------------------------------ | ------------------------------ | ------------------------------ | ------------------------------ | ------------------------------ | ------------------------------ | ------------------------------ | ------------------------------ | ------------------------------ | ------------------------------ |
| 39                             | 秋                             | 4                              | 11月24, 25日 12月 1, 2日       | 37                             | 8                              | 8                              | 0                              | 9                              | 5                              | 3                              | 4                              |
| 40                             | 春                             | 4                              | 5月25, 26日 6月1, 2日          | 48                             | 9                              | 12                             | 0                              | 9                              | 12                             | 2                              | 4                              |
| 40                             | 臨時                           | 3                              | 6月7, 8, 9日                   | 33                             | 6                              | 8                              | 0                              | 6                              | 8                              | 2                              | 3                              |
| 40                             | 秋                             | 4                              | 11月9, 10, 16, 17日            | 44                             | 8                              | 10                             | 5                              | 10                             | 8                              | 3                              | 0                              |
| 41                             | 春                             | 4                              | 5月23, 24, 30, 31日            | 44                             | 8                              | 9                              | 6                              | 8                              | 12                             | 1                              | 0                              |
| 41                             | 秋                             | 3                              | 12月18, 19, 20日               | 28                             | 5                              | 5                              | 6                              | 5                              | 2                              | 5                              | 0                              |
| 42                             | 春                             | 0                              | 開催せず                       | 開催せず                       | 開催せず                       | 開催せず                       | 開催せず                       | 開催せず                       | 開催せず                       | 開催せず                       | 開催せず                       |
| 42                             | 秋                             | 3                              | 11月20, 21, 23日               | 27                             | 6                              | 6                              | 8                              | 0                              | 7                              | 0                              | 0                              |

臨時は東京勧業博覧会記念競馬
| 池上競馬場データ（年号は明治） | 池上競馬場データ（年号は明治） | 池上競馬場データ（年号は明治） | 池上競馬場データ（年号は明治） | 池上競馬場データ（年号は明治） | 池上競馬場データ（年号は明治） | 池上競馬場データ（年号は明治） | 池上競馬場データ（年号は明治） | 池上競馬場データ（年号は明治） | 池上競馬場データ（年号は明治） | 池上競馬場データ（年号は明治） | 池上競馬場データ（年号は明治） | 池上競馬場データ（年号は明治） |
| 年                             | 場所                           | 開催 日数                      | 競走数                         | 馬券発売                       | 参加頭数                       | 参加頭数                       | 参加頭数                       | 参加頭数                       | 入場者                         | 入場者                         | 入場者                         | 賞金額                         |
| 年                             | 場所                           | 開催 日数                      | 競走数                         | 馬券発売                       | 国内馬                         | 豪州馬                         | 軍馬                           | 計                             | 招待 入場者                    | 有料 入場者                    | 入場者計                       | 賞金額                         |
| ------------------------------ | ------------------------------ | ------------------------------ | ------------------------------ | ------------------------------ | ------------------------------ | ------------------------------ | ------------------------------ | ------------------------------ | ------------------------------ | ------------------------------ | ------------------------------ | ------------------------------ |
| 39                             | 秋                             | 4                              | 37                             | ○                              | 43                             | 58                             | 24                             | 125                            | 約7,900                        | 7,596                          | 約15,500                       | 18,880                         |
| 40                             | 春                             | 4                              | 48                             | ○                              | 61                             | 61                             | 16                             | 138                            | 8,892                          | 7,126                          | 16,018                         | 36,024                         |
| 40                             | 臨時                           | 3                              | 33                             | ○                              | 45                             | 45                             | 15                             | 105                            | 8,085                          | 3,943                          | 12,028                         |                                |
| 40                             | 秋                             | 4                              | 44                             | ○                              | 65                             | 66                             | 0                              | 131                            | 12,494                         | 8,770                          | 21,264                         | 34,900                         |
| 41                             | 春                             | 4                              | 44                             | ○                              | 136                            | 109                            | 0                              | 245                            | 9,300                          | 7,599                          | 16,899                         | 42,250                         |
| 41                             | 秋                             | 3                              | 28                             | ×                              | 73                             | 55                             | 0                              | 128                            | 790                            | 48                             | 838                            | 2,545                          |
| 42                             | 春                             | 開催せず                       | 開催せず                       | 開催せず                       | 開催せず                       | 開催せず                       | 開催せず                       | 開催せず                       | 開催せず                       | 開催せず                       | 開催せず                       | 開催せず                       |
| 42                             | 秋                             | 3                              | 27                             | ×                              | 40                             | 22                             | 0                              | 53                             | 2,250                          | 321                            | 2,571                          | 9,080                          |

1. ↑  軍馬のレースを含む。軍馬のレースは一般馬とは別建てで騎手も軍人が務めた。軍馬のレースは、39年は4レース、40年春も4レース、40年臨時（勧業博覧会記念競馬）では3レース行われた。40年秋以降には軍馬のレースは行われていない。
2. ↑  豪州産馬はすべて牝馬。内国産馬は牡馬がほとんどを占めた。
3. ↑  39年秋は東京競馬倶楽部報告によると招待券発送数 5,928だが、日本中央競馬会1967、188頁によると実際にはもう少しいたらしく入場総数は15500となっている。
4. ↑  少数の外国馬（日本と豪州以外の外国産）を含む。
5. ↑  少数の外国馬（日本と豪州以外の外国産）を含む。

記念すべき開場初日の第一レースは豪州産新馬の競走で13頭立て、距離は3/4マイル（約1,200メートル）1等賞金350円で行われ勝ち時計は1分32秒62である。初日の人気レースは第4競走の内国産馬のレースで7頭立てで行われ距離は3/4マイル1着賞金は400円勝ち時計は1分35秒47である（当時公務員の初任給が50円、巡査の月給が15円、酒一升が60銭だった時代である）。
| 内国産馬 | 5/8マイル    | 1分12秒30 | 明治40年春 | 和田福蔵       | オーヤマ       | 130 | 佐野   |
| 内国産馬 | 3/4マイル    | 1分23秒77 | 明治40年春 | ナンチャウ     | 第二ヒノデ     | 130 | 二本柳 |
| 内国産馬 | 7/8マイル    | 1分44秒19 | 明治41年春 | レーザー       | スバシリ       | 140 | 仲佳   |
| 内国産馬 | 1マイル      | 1分51秒81 | 明治41年春 | 園田実徳       | シノリ         | 130 | 菅野   |
| 内国産馬 | 1と1/8マイル | 2分08秒32 | 明治41年春 | 園田実徳       | ハナゾノ       | 160 | 坪内   |
| 内国産馬 | 1と1/4マイル | 2分21秒87 | 明治41年春 | コヤマ         | フクハナ       | 130 | 吉利   |
| 内国産馬 | 1と1/2マイル | 2分57秒07 | 明治41年秋 | 園田実徳       | ミノリ         | 147 | 菅野   |
| 外国産馬 | 5/8マイル    | 1分18秒32 | 明治39年秋 | 田中銀之助     | キヌガサ       | 132 | 菅野   |
| 外国産馬 | 3/4 マイル   | 1分20秒20 | 明治40年春 | トップ         | ゴールドスター | 145 | 檜垣   |
| 外国産馬 | 7/8マイル    | 1分37秒52 | 明治40年春 | アールルーネン | アーモルース   | 137 | 黒坂   |
| 外国産馬 | 1マイル      | 1分49秒52 | 明治40年春 | 河北直蔵       | ヒタチ         | 149 | 伊庭野 |
| 外国産馬 | 1と1/8マイル | 2分03秒71 | 明治41年春 | ノーフォーク   | ペガサス       | 151 | 嘉七   |
| 外国産馬 | 1と1/4マイル | 2分20秒37 | 明治40年春 | スナイプ       | メルボルン二世 | 149 | 神馬   |
| 外国産馬 | 1と1/2マイル | 2分54秒05 | 明治41年秋 | ステーツ       | トニツク       | 159 | 朝日   |

斤量（負担重量）の単位はポンド。

## 馬券
池上競馬場の初回開催では馬券の発売には枚数、金額、払い戻し額には一切制限がくわえられなかったという。
池上競馬場の初開催・1906年（明治39年）秋場所では、横浜競馬場とおなじく馬券は「ガラ」と「アナ」の2種類が発売された。
ガラは正式にはロッタリー方式、あるいはスィープステークス方式馬券と言い、馬券を買った時点では自分の馬券がどの馬の物かわからない馬券である。馬券購入後にくじ引きで自分の馬券の番号に対応する馬が決まるのである。つまり、宝くじと馬券を合わせたような馬券と言われる。ガラは馬を研究・検討して買う馬券ではなく運任せであるので政府が認めた馬匹改良の手段あるいは馬匹の鑑定投票という趣旨からはまったく外れる馬券である。しかもきわめて射幸性・賭博性が高いとして池上競馬場の初回開催一回のみで以後は禁止されてしまう。これは池上ばかりでなくすでにガラ馬券が繰り返し発売されていた横浜でも禁止となる。ガラ馬券は1枚10円で発売された。
もう一つは「アナ」と呼ばれたパリミュチュエル方式で現代の馬券と同じ方式である。ただし現代の馬券のように連勝式や複勝式はなく単勝式のみである。アナ馬券は最初1枚5円で発売され後に1枚10円に値上げされた。アナ馬券は競馬黙許時代の全競馬場で採用されていた馬券である。
馬券発売に際し政府が恐れたのは馬券の賭博性である。そのため胡乱な者を排除しようと入場料を高額にし、馬券も高額にして、さらに服装もきちんとしているものしか入場させないようにして誰もがおいそれとは参加できない方策を取った。ガラ馬券は1枚10円、アナ馬券は1枚5円だが当時公務員の初任給が50円、巡査の月給が15円、酒一升が60銭だった時代である。それでも大阪から来たというある観客は3000円もの馬券を買い、また兜町から来た団体は1人当たり300-500円も使うこともあったという。
庶民には馬券は高価だったが、しかし、庶民から少額ずつ集めて代表して馬券を購入する宰取という商売が現れた。宰取の手数料は1割である。宰取は事前に馬や騎手を調べておいて情報提供し、庶民はその情報で賭ける馬を決めた。長屋住まいの女房や商家の手代なども宰取の客になった。宰取によるノミ行為も行われていたという。そうして金持ちばかりでなく庶民にも競馬は広まっていった。
池上競馬場の初日、1906年（明治39年）秋の第一日目は招待客約1500人、一等客240人、2等客750人とその後の池上競馬からするとやや少な目の観客数でのスタートだったが、それでもアナ馬券が13,362枚売れ売り上げは66,810円、ガラ馬券は4,980枚で49,800円売り、合計で116,790円の売り上げだった。売り上げに対して主催者取り分は1割なので、初日1日で東京競馬会は馬券から11,679円の利益とその他にも入場料収入があった計算になる。1906年（明治39年）秋場所4日間では新聞報道では85万円、安田伊左衛門の回想では96万円の馬券売り上げだったといい、賞金18,880円など経費を差し引いても大きな利益が出たという。
その後の開催では売り上げはますます増え、1908年（明治41年）春場所では4日間の開催で202万円あまりの馬券を売り、単純計算で東京競馬会には20万円以上の粗利益が入り、他に入場料収入も2万円以上あった。競馬賞金4万円余りや経費を引いても、4日間の開催1場所だけで池上競馬場の総工費13万5千円に見合う利益が出たものと思われる。
| 池上競馬の馬券売上（数字は概数） | 池上競馬の馬券売上（数字は概数） | 池上競馬の馬券売上（数字は概数） | 池上競馬の馬券売上（数字は概数） | 池上競馬の馬券売上（数字は概数） | 池上競馬の馬券売上（数字は概数） | 池上競馬の馬券売上（数字は概数） | 池上競馬の馬券売上（数字は概数） | 池上競馬の馬券売上（数字は概数） | 池上競馬の馬券売上（数字は概数）                              |
| 年                               | 場所                             | 開催 日数                        | 競走数                           | 入場者                           | 枚数                             | 売上 金額                        | 1日あたり                        | 観客 1人あたり                   | 注                                                            |
| -------------------------------- | -------------------------------- | -------------------------------- | -------------------------------- | -------------------------------- | -------------------------------- | -------------------------------- | -------------------------------- | -------------------------------- | ------------------------------------------------------------- |
| 39                               | 秋                               | 4                                | 37                               | 15,500                           | 不明                             | 960,000                          | 240,000                          | 約62円                           | ガラ馬券（1枚10円）とアナ馬券（1枚5円）の2種類を発売          |
| 40                               | 春・臨時                         | 7                                | 77                               | 28,000                           | 375,400                          | 1,877,000                        | 268,142                          | 約67円                           | 数字は春場所4日と臨時開催3日の合計 この場所からガラ馬券は禁止 |
| 40                               | 秋                               | 4                                | 44                               | 21,300                           | 158,000                          | 1,580,000                        | 395,000                          | 約74円                           | この場所からアナ馬券は1枚10円に値上                           |
| 41                               | 春                               | 4                                | 44                               | 16,900                           | 202,166                          | 2,021,660                        | 505,415                          | 約120円                          |                                                               |

1. ↑  『日本競馬史』第2巻では馬券発売枚数を19,200枚としているが、明らかに枚数と売上の計算が合わない[91]。

#日本中央競馬会1967のp. 126には池上競馬初開催の4日間で売上700〜800万、倶楽部の収入は7〜80万とあるが明らかに桁の間違い。同じ書のp. 188では96万円となっており、また当時のマスコミも85万円、安田伊左衛門の文章でも96万円となっている。

## 明治天皇と池上競馬場
明治天皇は馬に関心が深く、また1904年（明治37年）の馬政勅諚が池上競馬や馬券発売黙許のきっかけとなったが、池上競馬場にも明治天皇は関心を持っている。加納は天皇の来場を期待して馬見所には玉座を設けた。明治天皇自身の池上競馬観覧こそはなかったものの名代を派遣されて池上競馬の様子を聞き、また毎回皇族を派遣している。
明治天皇は競馬の目的は馬の見た目の美しさを求めるものではなく、馬の速力など馬の能力の優劣を競うべしとの考えで、池上競馬の成績表（タイム・斤量などの比較データ）を取り寄せた。1906年（明治39年）11月、加納は宮内大臣に「御賞典」の下賜を要望した。天皇は池上競馬場の初開催から御賞典を下賜している。天皇の御賞典は池上競馬場と横浜競馬場では各開催シーズンごとに下賜され、帝室御賞典競走と名付けられたこの競走は後の天皇賞へとつながっていった。

### 帝室御賞典競走
今日の天皇賞の前身にあたる帝室御賞典競走は池上競馬場では1906年（明治39年）秋、1907年（明治40年）春、秋、1908年（明治41年）春、秋、1909年（明治42年）秋に行われ、それぞれ距離は1マイル（1609メートル）内国産馬限定のレースとして行われた（横浜競馬場や他の競馬場でも帝室御賞典競走は行われている）。
池上での初となる1906年（明治39年）秋3日目の帝室御賞典競走は内国産馬第1レースで7頭立て。1着は12歳の雑種騸馬のカツラ（馬主槙田吉一郎）が勝ち、天皇下賜の銀製花盛鉢と賞金400円を得た。1マイルの勝ち時計は2分7秒35。
1907年（明治40年）春の池上競馬帝室御賞典競走は3日目の内国産馬第2レースで6歳牡馬のハナゾノ（馬主園田実徳）が1分56秒63で勝利し、同年の秋2日目第8競走5頭立てではホウエン（馬主園田実徳）が2分04秒の時計で勝利し、御賞典を獲得、1908年（明治41年）春の池上競馬帝室御賞典競走は2日目の内国産馬第1レースで7歳牡馬のスイテン（馬主安田伊左衛門）が1分52秒71で勝った。1908年（明治41年）秋は2日目内国産馬第1レースが帝室御賞典競走で勝ち馬はフクゾノ、時計は1分58秒48。1909年（明治42年）秋は2日目に行われ、ウラカワが勝っている。（明治の馬名は漢字で表記されることもあったが、ここではカタカナで統一した）
※本節では、馬の年齢の表記に関して「旧表記（2000年以前の表記方法）」により記述している。このため本節で「7歳」といった場合、2001年以降の表記では「6歳」に相当する。詳しくは馬齢#日本における馬齢表記を参照。
- 1907年（明治40年） 池上競馬場 春場所3日目 帝室御賞典競走 下賜賞典（天皇からの賞杯）一着馬ハナゾノ（馬主園田実徳）拝受
- 1908年（明治41年） 池上競馬場 春場所2日目 帝室御賞典競走 下賜賞典（天皇からの賞杯）一着馬スイテン（馬主安田伊左衛門）拝受

## 馬券黙許時代
1905年（明治38年）12月の東京競馬会への馬券黙許の内達により、1906年（明治39年）11月馬券発売を伴った第一回池上競馬が開催されるが、これより先、1906年（明治39年）4月、馬券発売に肯定的な雰囲気が醸成されるなかで関八州地区主催で上野不忍池で関八州競馬大会が開催された（非公認の競馬である）。この時点では馬券は黙許されておらず、関八州競馬大会では公式には馬券は発売されていないが、実際には闇での賭けは盛んに行われていたという。また、関八州競馬大会が行われた上野には庶民が多く詰めかけ大変な盛況だったという。
この他にも闇で競馬を行う者が日本各地で続出し、これを見て1906年（明治39年）10月と12月、馬政局は[許可された法人にあらざる競馬会の取締通達]を発し、馬券発売黙許する公益法人の規則を明治39年12月10日閣令第十号で定めた。
政府が定めた馬券発売を黙許される公益法人の認可要件として競馬開催に必要な建物と1マイル以上の専用の馬場を持つこと、毎年2回以上競馬を行い、競走馬は明け4歳以上とし、競馬会は毎年新馬を購入することと剰余金の一部を馬産奨励に使うことを義務とした、馬券は横浜で既に採用されている方法（ガラ・アナ）以外の馬券は禁止する、などとされた。
池上競馬場を運営する東京競馬会に馬券発売を伴う競馬の開催が許可されたのを見て、川崎でも競馬会設立の動きがあり、1906年（明治39年）9月には川崎競馬場を予定する京浜競馬倶楽部も許可を受けた。
明治39年12月10日閣令第十号での馬券黙許法人の規定や、1906年（明治39年）10月および12月の馬政局長官の「許可された法人以外の馬券禁止通達」（裏返せば許可された法人の馬券発売黙許）および池上競馬第一回の成功を見て、全国に公益法人設立の動きが加速する。
池上競馬を見て馬券発売を伴う競馬が利益の上がることだと明らかになり、全国で1907年（明治40年）初めで70以上、1908年（明治41年）初めまでに200以上もの団体が競馬開催を目的とした法人許可申請を出す。
先行して馬券発売を黙許された横浜、池上に加え、池上に続いて許可を得た川崎、既に競馬場施設を持っていた函館、さらには目黒、板橋、札幌、新潟、松戸、藤枝、京都、鳴尾（鳴尾東浜）、関西（鳴尾西浜）、小倉、宮崎の各地の競馬会が競馬法人設立許可を得て競馬場を新設した。馬券黙許時代にはこれら15の競馬場が許可を得た。
開催順としては　1906年（明治39年）秋に横浜、池上、1907年（明治40年）春に川崎、松戸、1907年（明治40年）秋に目黒、函館、関西（鳴尾西浜）、宮崎、1908年（明治41年）春に札幌、板橋、鳴尾（鳴尾東浜）、京都、小倉、新潟で競馬は開催された。（藤枝は開設が馬券再禁止後になってしまったので馬券発売を伴う競馬は行っていない）。
横浜と池上以外の13か所の競馬場はトンネル会社を作って利益確保に奔走した。公益法人である競馬会は表向きは利益を自由にできないので、何々馬匹改良会社と言った名称の競馬場所有会社をつくり、競馬実施にあたって高額な競馬場賃借料を払うという形で自由に処分できる利益を得たわけである。もちろん各地の競馬会と何々馬匹改良会社と言った名称の競馬場所有会社の役員は重複している。池上競馬場を運営する東京競馬会と横浜競馬場を運営する日本レース倶楽部は後続の競馬場が金儲けに走り秩序が乱されていることに懸念し当局に厳しい取り締まりを求めた。

## 混乱と馬券の禁止
明治の日本では一切の賭博は禁止され、わずかに横浜でのみ例外的に馬券が売られている状況で、一気に全国で無制限の馬券を伴う競馬が開催され出したのである。それまでは非合法なものでしかなかった賭博を公然と行えるようになった日本人は一気に賭博の「興奮と熱狂」につつまれていった。仕事を放りだして競馬場に通い詰める者が続出し、身の丈を超えて多額の馬券を買って破産し娘を売る者、店の金に手を付ける者、泥棒に及ぶ者、競馬で財産を失って首を吊る者が現れた。
競馬場側も金儲けに走り、粗雑な運営でクレームが続出し観客が暴れる騒動が頻発する。審判や発馬なども不手際が多く観客の騒ぎになることもあり、競走で八百長すら行われ、それを嗅ぎ取った観客がやはり暴れる、といった騒ぎが続出した。特に営利目的が露骨で粗末な設備と運営が行われた松戸競馬場では競馬場側が配当をごまかすなどの不正な行為を行い、抗議する観客のクレームをやくざを雇って封殺するなどということにまで及んだ。鳴尾では競馬会の内紛や詐欺などが発覚した。そもそも競馬場の許可自体にも贈収賄の噂すら立った。各競馬場の模範たるべしと期待された池上競馬場でも払い戻しにおける紛争が起きている。政府は場当たり的に様々な規制を行うが効果なく、大手新聞を始めマスコミは一斉に競馬を攻撃し、マスコミの攻撃は競馬場のみならず馬券を黙許した政府にも及んだ。加納や一部の政治家・官僚は馬匹改良のために馬券を伴う競馬開催は必要だと訴えるが馬券への世論の風当たりは強く、1908年（明治41年）10月、政府は馬券を禁止した。

## 馬券禁止後の池上競馬
馬券の禁止に東京競馬会を含む各地の競馬会は動揺し開催を延期した。延期して開催された池上競馬場の1908年（明治41年）秋場所は競馬としては遅い時期の12月18,19,20に3日間と日程も短縮して行われた。馬券を発売しない競馬は観客からそっぽを向かれ、秋場所初日は1等入場券が5枚、2等入場券が7枚しか売れず、招待客を入れても競馬場は閑古鳥が鳴いた。馬券収入が無くなったので賞金額も前場所の42,000円余りから2500円へと激減した。
馬券が禁止された直後の1908年（明治41年）秋の池上競馬には、政府から補助金が25,000円が出された、他、各地の競馬会にも補助金は出されたが、競馬の運営に25,000円程度では到底足りる金額ではなかった。そのため全国の競馬関係者は一斉に馬券復活運動に立ち上がる。補助金による競馬ではなく馬券を売る競馬を求める各競馬会は明治42年春場所は開催しなかった。国会が開かれていた東京に全国から競馬関係者が集合し、政府に馬券復活の請願活動を行う。この運動は激しくついに1909年（明治42年）春の衆議院では議員立法で提出された馬券を認める法案が通過した。しかし、政府と貴族院の抵抗は強く貴族院の反対によって結局は馬券禁止は覆ることはなかった。この後の日本競馬は政府の補助金によって行われる補助金競馬時代に移行する（馬券発売が認められるのは1923年（大正12年）の競馬法成立を待たなければならなかった）。
1909年（明治42年）春の開催をあきらめて行った馬券復活運動は実らず、補助金競馬時代に移行した同年秋に3日間開催したのが、結果的には池上競馬場の最終回となった。

## 池上競馬場の閉鎖
競馬が世論の指弾の的になり、政府は馬券を禁止するだけではなく、同一地方に複数の競馬団体や利益の抜け穴となるトンネル会社の存在を認めない方針をとった。
1909年（明治42年）春、政府は東京競馬会（池上）、日本競馬会（目黒）、京浜競馬倶楽部（川崎）、東京ジョッケー倶楽部（板橋）、総武競馬会（松戸）の5者を呼び合同を促した。総武競馬会（松戸）のみはこれに従わなかったが、総武競馬会を除く4つの競馬会は1909年（明治42年）に合同する仮契約を結んだ。合同して新設される東京競馬倶楽部は各競馬会の資産を総額160万円あまりで購入し、政府は東京競馬倶楽部に20年間毎年8万円あまりの補助金を交付することに決めた。
東京競馬会（池上）、日本競馬会（目黒）、京浜競馬倶楽部（川崎）、東京ジョッケー倶楽部（板橋）の4つが合同して出来た東京競馬倶楽部は、1910年（明治43年）6月、地形や交通の便から目黒競馬場を使用することに決め、池上競馬場は廃止された。
池上競馬場の造成に伴って周辺の道路の拡幅など交通の整備も行われた。池上競馬場閉鎖後の跡地一帯はのちに分譲され、現在は住宅地となっている。その分譲地の一角には競馬場にちなんで「徳持ポニー公園」が設けられており、その敷地にはかつての池上競馬場についてのモニュメントが設置されている。

## 資料と研究
東京競馬会からの申請書、報告書、決算書類、政府や関係団体から東京競馬会に当てた許可書、命令書や照会、各種の手紙、関係法令、池上競馬場に関する新聞報道など東京競馬会と池上競馬場に関する資料は東京競馬会及び東京競馬倶楽部史1941が掲載している。日本競馬史1967も一部資料は掲載している。池上競馬場が切り開いた馬券黙許時代の政治的・文化的な面からの研究には、立川1991などがある。